# Arisaema utile
Arisaema utile är en kallaväxtart som beskrevs av Joseph Dalton Hooker och Heinrich Wilhelm Schott. Arisaema utile ingår i släktet Arisaema och familjen kallaväxter. Inga underarter finns listade.